# Cloeon nandirum
Cloeon nandirum is een haft uit de familie Baetidae. De wetenschappelijke naam van de soort is voor het eerst geldig gepubliceerd in 1957 door Harker.
De soort komt voor in het Australaziatisch gebied.